# سرآبقنبر (مقاطعة غيلانغرب)
سرآبقنبر (بالفارسية: سرآبقنبر) هي قرية تقع في كرمانشاه في إيران. يقدر عدد سكانها بـ 129 نسمة بحسب إحصاء 2016.